# Johannes Martin XVII.
Johannes Martin XVII. (* 15. April 1883 in Viernheim; † 9. April 1944 in Neuhammer/Spessart) war ein südhessischer Zeitungsverleger, Buchdrucker und Druckereibesitzer in Viernheim/Bergstraße.

## Leben
Seine Eltern waren Adam Martin V. (1849–1918) und Margarete Martin, geb. Filbeck (1854–1915).
Johannes Martin heiratete am 24. Juli 1909 Theresia Bachmann (1886–1928). Aus der Ehe gingen zwei Töchter und vier Söhne hervor: Maria Margarete, verheiratete Bachmann (1910–1983), und Franziska, verheiratete Reutlinger (1912–2001), sowie Hans Nikolaus (1914–2010), Franz Josef (1916–1943), Richard Wilhelm Leo (1918–1998) und Willy Jakob (1921–2015).
Johannes Martin gründete bereits vor dem Ersten Weltkrieg die lokale Heimatzeitung „Viernheimer Anzeiger“ und übernahm zudem die 1883 gegründete erste Viernheimer Heimatzeitung, die er in seinem Verlag fortführte. Der „Viernheimer Anzeiger“ war lange Jahre die einzige Viernheimer Tageszeitung: sie vertrat journalistisch einen sozialen und demokratischen Standpunkt.
Aufgrund seiner regimekritischen Haltung zum Nationalsozialismus musste der Verleger seine Zeitung und seinen Verlag im Jahr 1936 amtlicherseits einstellen. Damit endete das Erscheinen des „Viernheimer Anzeiger“.
Die überlebenden Söhne des 1944 verstorbenen Altverlegers setzten nach dem Ende des Zweiten Weltkrieges die Verlagstradition durch die Neugründung des Verlages „Johannes Martin Söhne OHG“ fort, der seit 1949 die lokale Tageszeitung „Viernheimer Tageblatt“ herausgibt. Von 1946 bis 1949 erschienen im Verlag die „Viernheimer Mitteilungen“ als amtliches Amtsverkündigungsorgan. Nach Wegfall der Lizenzierungspflicht durch Inkrafttreten der Grundgesetzes 1949 wurden sie durch das „Viernheimer Tageblatt“ als unabhängige Zeitung ersetzt.  Die betreffenden Söhne von Johannes Martin 17. waren: Hans Nikolaus Martin, Richard Martin und Willy J. Martin. Sie führten den Verlag „Johannes Martin Söhne OHG“ gemeinsam bis zum Jahr 1997, in dem Richard und Willy Martin im Wege der Realteilung ausschieden. Den Verlag führte von nun an allein Hans Nikolaus Martin weiter, der ihn später an seinen Sohn Wolfgang J. Martin übergab.
| Personendaten    | Personendaten                                                     |
| ---------------- | ----------------------------------------------------------------- |
| NAME             | Martin, Johannes XVII.                                            |
| KURZBESCHREIBUNG | südhessischer Zeitungsverleger, Buchdrucker und Druckereibesitzer |
| GEBURTSDATUM     | 15. April 1883                                                    |
| GEBURTSORT       | Viernheim                                                         |
| STERBEDATUM      | 9. April 1944                                                     |
| STERBEORT        | Neuhammer, Spessart                                               |